# غوتليب
غوتليب (بالإنجليزية: Gottlieb)، هي شركة أمريكية سابقة لإنتاج الألعاب، تأسست سنة 1927، وأعلنت حل الشركة سنة 1996، وكانت مقرها في مدينة شيكاغو الأمريكية. بدأت الشركة نشاطها التجاري في سان فرانسيسكو ، كاليفورنيا ، الولايات المتحدة في عام 1980 ولكن تمت إعادة هيكلة الشركة في عام 1997.